# Nazionale maschile di beach soccer del Guatemala
La nazionale di beach soccer del Guatemala rappresenta il Guatemala nelle competizioni internazionali di beach soccer.

## Rosa
Aggiornata a novembre 2010
| N. |                      | Ruolo | Calciatore      |
| -- | -------------------- | ----- | --------------- |
| 1  | Guatemala (bandiera) | P     | Gerson Alas     |
| 2  | Guatemala (bandiera) | D     | Flavio García   |
| 3  | Guatemala (bandiera) | D     | Luis García     |
| 4  | Guatemala (bandiera) | D     | Ángel Sáenz     |
| 5  | Guatemala (bandiera) | A     | Esau Polanco    |
| 6  | Guatemala (bandiera) | A     | Miguel Gonzalez |

| N. |                      | Ruolo | Calciatore      |
| -- | -------------------- | ----- | --------------- |
| 7  | Guatemala (bandiera) | A     | Juan Alvarado   |
| 8  | Guatemala (bandiera) | A     | Fermin Avila    |
| 9  | Guatemala (bandiera) | A     | Alex Moran      |
| 10 | Guatemala (bandiera) | A     | Marco Ávila     |
| 11 | Guatemala (bandiera) | A     | Frankie Ramírez |
| 12 | Guatemala (bandiera) | P     | Ever Pineda     |

Allenatore: Raul Aldana